# Служба военной разведки (США)
Служба военной разведки (англ. Military Intelligence Service, MIS, яп. アメリカ陸軍情報部) — военное подразделение армии США, созданное во время Второй мировой войны, сформированное в начале из американских японцев (нисэи), которые были обучены как лингвисты. Выпускники языковой школы Службы военной разведки (MISLS) придавались другим военным подразделениям для обеспечения переводов и проведения допросов. К концу войны с Японией программа обучения в школе была изменена так, чтобы выпускиники могли работать с японской гражданской администрацией, чтобы обеспечивать оккупацию и восстановление после войны.
Языковая школа Службы военной разведки (известная вначале как Разведывательная школа четвёртой армии) начала функционировать в ноябре 1941 года, примерно за месяц до японской бомбардировки Пёрл-Харбора. В начале школа работала в Крисси Филд в Сан-Франциско, затем в 1942 году была перенесена в Савидж, Миннесота. Из стен школы вышло более 6000 выпускников.
Первые учащиеся пришли в школу из армии, позднее их вербовали также в лагерях для интернированных японцев. Служащие Службы военной разведки, приданные объединённой австралийско-американской Союзной секции переводчиков занимались дешифровкой и переводом Z плана, захваченного документа, описывавшего японские планы контрнаступления на центральном Тихоокеанском театре военных действий.
В марте 1942 года Дивизион военной разведки (MID) был реорганизован в Службу военной разведки (MIS). Штат, поначалу включавший только 26 человек, из которых 16 офицеров, был быстро расширен до 342 офицеров и 1,000 военнослужащих срочной службы и гражданских. Задачей службы был сбор, анализ и распространение разведывательных данных. В состав службы входили:
- административная группа
- разведывательная группа
- контрразведывательная группа
- оперативная группа

В мае 1942 года Алфред Маккормак основал Особый отдел MIS, который специализировался на радиоразведке (англ. COMINT).

## Признание
В апреле 2000 года, спустя более чем 50 лет после Второй мировой войны, Служба военной разведки была удостоена высшей награды США для военных подразделений — Президентского цитирования для военного подразделения.
5 октября 2010 года Золотой медалью Конгресса были награждены 6000 американских японцев, служивших в Службе военной разведки во время Второй мировой войны, а также американские японцы из 442-го полка и 100-го пехотного батальона.